# Spathius lignarius
Spathius lignarius är en stekelart som först beskrevs av Julius Theodor Christian Ratzeburg 1852.  Spathius lignarius ingår i släktet Spathius och familjen bracksteklar. Inga underarter finns listade i Catalogue of Life.